# La Chine libérée
Pour plus de détails, voir Fiche technique et Distribution.
La Chine libérée (Освобождённый Китай, Osvobozhdyonnyy Kitay) est un film soviétique réalisé par Ivan Dukinsky, Sergueï Guerassimov et Edouard Ioulianovitch Volk (ru), sorti en 1950.

## Synopsis
Un documentaire sur la Chine d'après-guerre.

## Fiche technique
- Titre : La Chine libérée
- Titre original : Освобождённый Китай (Osvobozhdyonnyy Kitay)
- Réalisation :  Sergueï Guerassimov et Edouard Ioulianovitch Volk
- Musique : He Shide
- Photographie : Nikolay Blazhkov, Mikhail Gindin, Su Heqing, Abram Khavchin, Vasiliy Kiselyov, Boris Makaseyev, Boris Petrov, Vladimir Rapoport et Xu Xiaobing
- Société de production : Chinese People's Republic Film Studios et Tsentralnaya Studiya Dokumentalnikh Filmov
- Pays :  Union soviétique et  Chine
- Genre : Documentaire
- Durée : 105 minutes
- Dates de sortie : 
  -  France : 4 (Festival de Cannes)
  -  États-Unis : 8 mars 1952

## Distribution
- Zhou Feng : narrateur

## Distinctions
Le film a été présenté en sélection officielle en compétition au Festival de Cannes 1951.